# Енциклопедичний словник Гранат
«Гранат» — приватне видавництво. Засноване 1892 у Москві групою наукових співробітників під керівництвомвом братів О. та І. Гранат.
Олександр Наумович Гранат (01(13). 06. 1861, Одеса — 07. 09. 1933, Москва). Закінчив Ризьке політехнічне училище (1886). До 1892 працював на виробництві; згодом очолював фабрику з фарбування паперу поблизу Москви. Ігнатій Наумович (псевд. — І. Грей; 31. 07(12. 08). 1863, м. Могильов, нині Білорусь — 29. 12. 1941, Москва). Закінчив юридичний факультет Московського університету, де й працював: від 1910 — професор політекономії. Автор праць з земельних питань та проблем міжкласових взаємин у суспільстві. Основне видання — багатотомний «Энциклопедический словарь».

## Енциклопедичний словник
Гранат, енциклопедичний словник, «Настольный энциклопедический словарь Гранат», «Энциклопедический словарь Гранат» — російська універсальна енциклопедія. Видавалася у Москві (сім видань з 1891 до 1948). 1-ше (1891–95), 2-ге (1896) і 3-тє (1897) — стереотипні видання у 8 т.; 4-те (1899), 5-те (1901), 6-те (1903) — доповнені, у 9 томах під назвою «Настольный энциклопедический словарь Гранат». 7-ме видання (1910–48) — у 58 т. (до 1917 вийшло 33 т.) під назвою «Энциклопедический словарь Гранат» (56-й т. друком не вийшов). Видавець — товариство «Братья А. и И.Гранат и Ко» (1891—1917), згодом реорганізоване в АТ «Русский библиографический институт братьев А. и И.Гранат и Ко» (1918–39), яке (1940–48) увійшло до складу Державного інституту «Советская энциклопедия».
На відміну від «Брокгауза и Ефрона энциклопедического словаря», також російської універсальної енциклопедії, яка видавалася за зразком популярної німецької енциклопедії «Brockhaus Conversations Lexikon» і складалася зі статей переважно науково-довідкового характеру, в «Энциклопедическом словаре Гранат» матеріал згруповано у великі статті науково-пізнавального змісту подібно до того, як це зроблено у британській енциклопедії «The Encyclopaedia Britannica».
Від попередніх російських енциклопедичних словників (17-томний «Энциклопедический лексикон» А. Плюшара, 1838–41; 12-томний «Справочный энциклопедический словарь» А.-В.Старчевського–К.Крайя, 1848–53; 3-томний «Настольный словарь для справок по всем отраслям знания» Ф. Толля, 1863–66; 16-томний «Русский энциклопедический словарь» І.Березіна, 1872–79 та ін.) словник Гранат відрізняється значною кількістю статей соціально-політичного спрямування, зокрема, це статті, в яких найбільш наочно розкриваються суспільно-політичні терміни, наводяться біографічні дані про громадських та революційних діячів. Більшість статей написано вченими буржуазно-ліберального напрямку. З редакцією словника співпрацювали: Л. Берг, Б. Боднарський, В. Бонч-Бруєвич, В. Воровський, Ю. Гамбаров, М. Ковалевський, А. Кримський, Н. Крупська, А. Луначарський, І. Мечников, М. Покровський, М. Семашко, Є. Тарле, К. Тімірязєв, В. Фігнер та ін.